# Biblioteca Palatina de Parma
La Biblioteca Palatina de Parma es una biblioteca pública ubicada dentro del Palazzo della Pilotta. Se denomina así por el templo de Apolo Palatino en Roma.
Se accede a ella subiendo la Escalera Imperial, una majestuosa escalera doble que conduce también a la Galería Nacional, al Teatro Farnese y al Museo Arqueológico Nacional. Originalmente se llamó Biblioteca Real de Parma, en el período napoleónico tomó los nombres de Bibliothèque Imperiale y Bibliothèque de la Ville de Parme, durante el gobierno de María Luisa se llamó Biblioteca Ducal y después de la unificación de Italia Biblioteca Nacional.

## Historia

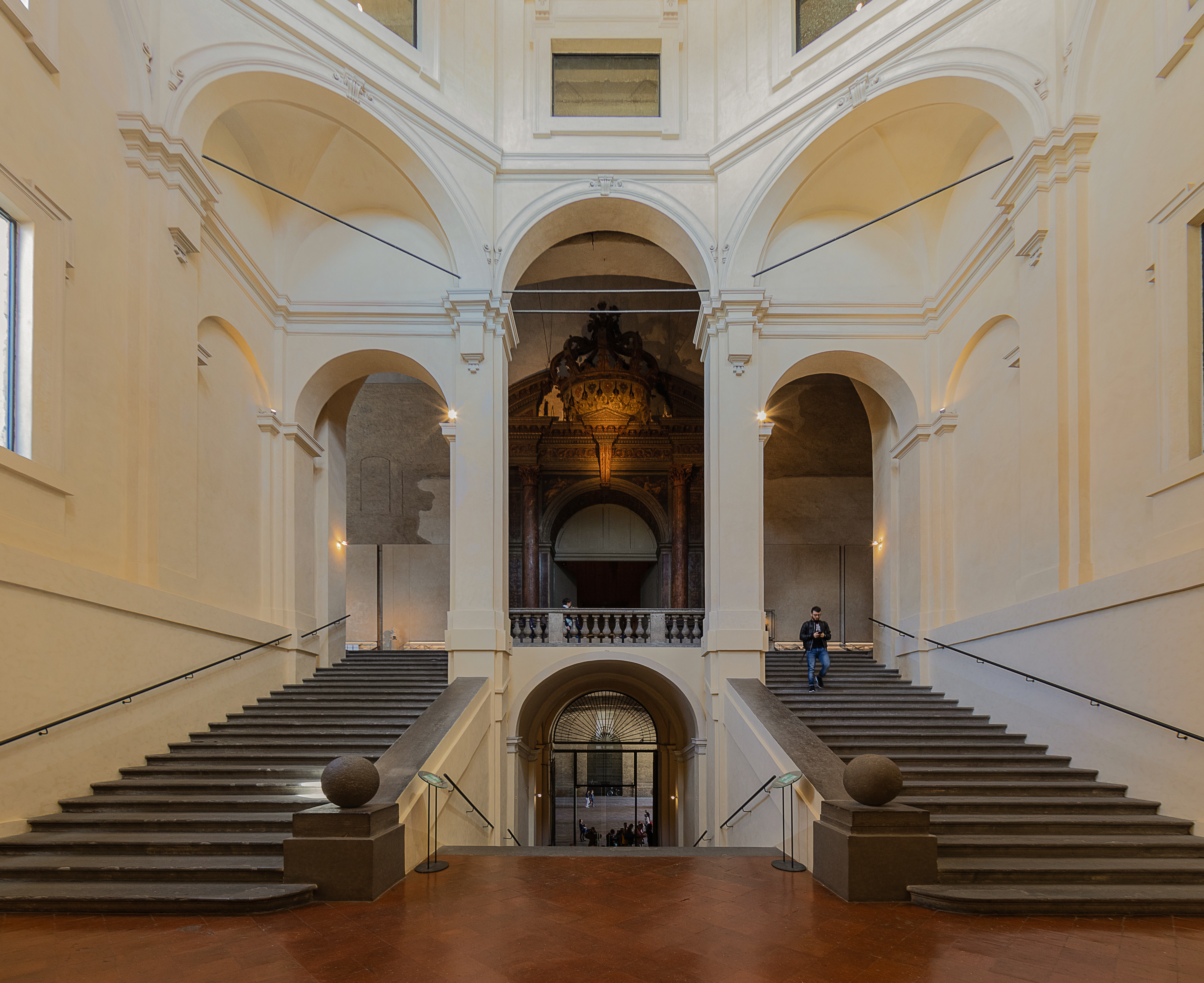
La escalera imperial que conduce a la biblioteca palatina.

Fue fundado en 1761 por los duques Filippo y Ferdinando di Borbone y fue inaugurado oficialmente en mayo de 1769, en presencia del emperador austríaco José II. El Palacio de la Pilotta ya había albergado la Biblioteca Farnesiana, trasladada a Nápoles por Carlos III en 1734. El local fue adaptado por el arquitecto francés Ennemond Alexandre Petitot y el trabajo de organización fue confiado a Paolo Maria Paciaudi que, por primera vez en Italia, utilizó el sistema de catalogación de autores con tarjetas móviles.
Bajo el gobierno de María Luisa, la biblioteca creció: la duquesa, a través del bibliotecario Angelo Pezzana, compró y luego donó a la biblioteca la colección de Gian Bernardo De Rossi, compuesta en gran parte por volúmenes hebreos antiguos muy valiosos, y la hizo construir en 1834 por Nicola Bettoli una nueva ala en la parte sur del edificio, la sala Maria Luigia, ahora utilizada como sala de lectura.
Desde la unificación de Italia ha sido una biblioteca pública estatal. En 1889 se estableció una sección musical.

## Actualidad
Del patrimonio original de 40 000 volúmenes, hoy conserva 708 000 volúmenes, folletos, hojas sueltas, periódicos descatalogados, 250 periódicos en curso, 6620 manuscritos, 75 000 correspondencia, 3042 incunables, 52 470 estampas y dibujos y una vasta colección de manuscritos hebreos, quizás el más grande del mundo guardado en una biblioteca pública. Desde 1889 funciona una sección musical en el Conservatorio Arrigo Boito, con más de 160 000 ejemplares e importantes colecciones históricas. Entre la correspondencia muy importante la relativa a la correspondencia entre Giuseppe Verdi y Giulio Ricordi.
En 2008 se constituyó la "Asociación Amigos del Palatino", cuyo objetivo es promover iniciativas relacionadas con la puesta en valor, el conocimiento y el funcionamiento de la Biblioteca Palatina y del Museo Bodoniano de Parma. La asociación organiza diversos eventos culturales de carácter literario, histórico y musical.
Entre los manuscritos más importantes de la colección, se encuentran: la Biblia del Atlántico (ms. Camarada. 386), el tetravangelo griego del siglo XI (ms. Camarada. 5), el Breviario de Bárbara de Brandeburgo (ms. Camarada. 6), libros de horas franceses y flamencos, y la colección Beccadelli. La Biblia hebrea iluminada, expuesta al público con motivo del Día Europeo de la Cultura Judía en 2019, es la versión más antigua conocida de las Escrituras en Italia.

## Salones del Palatino
- Sala de lectura Maria Luigia, hay un busto de mármol de Maria Luigia, obra de Antonio Canova
- Galería Petitot
- Galeria Incoronata
- Sala de Dante
- Biblioteca Derossiana

## Bibliotecarios
- Paolo María Paciaudi (1761-1774)
- Andrea Maza (1774-1778)
- Paolo María Paciaudi (1778-1785)
- Ireneo Afò (1785-1797)
- Matteo Luigi Canonici (1798-1805)
- Angelo Pezzana (1805-1862)
- Federico Odorici (1862-1876)
- Pietro Perreau (1876-1888)
- Luis Rossi (1888-1893)
- Edoardo Alvisi (1893-1915)
- Carlos Frati (1915-1918)lll
- Girolamo Dell'Acqua (1918-1922)
- Antonio María Boselli (1922-1927)
- Pietro Zorzanello (1927-1935)
- Giovanni Masi (1935-1952)
- María Teresa Danieli Polidori (1952-1957)
- Ángel Ciavarella (1957-1973)
- Diego Maltes (julio-noviembre de 1973)
- Serenella Baldelli Cherubini (1973-1978)
- Carla Guiducci Bonanni (1979-1980)
- Giovanni Pettenati (1980-1989)
- Marcelo Pavarani (julio 1989-abril 1990)
- Inés Giuffrida (abril de 1990 - 15 de marzo de 1991)
- Leonardo Farinelli (16 de marzo de 1991 - 31 de diciembre de 2007)
- Andrea de Pascual (desde el 1 de enero de 2008)
- Sabina Magrini desde 2012